# Ljot Thorfinnsson
Ljot Thorfinnsson (nórdico antiguo: Ljótólfr, 943 - 980) fue un caudillo vikingo de las Orcadas, hijo del jarl Thorfinn Hausakljúfr y Grelod. Fue jarl de las Orcadas hasta su muerte. Combatió y mató a su hermano Skuli en campo de batalla, pues se había aliado con el reino de Alba a cambio de obtener el título de jarl de Caithness y las Orcadas; pese al triunfo Ljot compartió el mismo destino y murió por las heridas recibidas en otra batalla, posiblemente luchando contra el rey Macbeth de Escocia, el mormaer de Moray en Skidamyr (Skidmoor).
Casó con Ragnhild, la viuda de sus hermanos Arnfinn y Havard Thorfinnsson, hija de Gunnhildr konungamóðir y Erico I de Noruega.